# Mosorny Potok
Mosorny (Mosorczyk) – potok, dopływ Skawicy. Cała jego zlewnia znajduje się w obrębie miejscowości Zawoja na północno-zachodnich stokach Pasma Policy w Beskidzie Żywieckim. Źródła położone są powyżej 920 m n.p.m. na północnych stokach Pasma Policy, poniżej Kiczorki (Cyla Hali Smietanowej). Potok spływa w północno-zachodnim kierunku przez zalesione obszary tego pasma, pomiędzy grzbietem Mosornego Gronia i Kiczorki, zasilany niewielkimi potoczkami spływającymi z obydwu tych grzbietów. W dolnej części płynie przez zabudowane obszary należącego do Zawoi osiedla Mosorne i w centrum miejscowości Zawoja na wysokości 580 m n.p.m. uchodzi do Skawicy, jako jej prawy dopływ. Długość całkowita to około 3,2 km.
Brzegi potoku są nieuregulowane. W górnym biegu potoku znajduje się naturalny Wodospad na Mosornym Potoku. Jest to jeden z największych wodospadów w Beskidach.
Wzdłuż doliny Mosornego przebiega znakowany szlak turystyki pieszej.
Szlak turystyczny
 Zawoja – Mosorne – Mosorna – Kiczorka. Czas przejścia: 2.25 h, 1.45 h